# Pelita Jaya Football Club
Le Pelita Jaya FC était un club indonésien de football basé à Karawang, dans la province de Java occidental.
Fondé en 1986, le club a connu des succès dans les années 90, à partir de 1997 le club connaît plusieurs renommages et déménagements. De 2006 à 2007 le club jouait de nouveau sous son nom d'origine à Puwarkarta puis de 2010 à 2012 à Karawang. En 2016, le club est dissout et refondé sous le nom Madura United.
Roger Milla a terminé sa carrière dans ce club au milieu des années 1990. Sékou Camara, joueur malien, est décédé lors d'un entraînement avec son équipe, le 27 juillet 2013.

## Changements de nom  et localisation
- Pelita Jaya (1986–1999), Jakarta
- Pelita Solo (2000–02), Surakarta
- Pelita Krakatau Steel (2002–06), Cilegon
- Pelita Jaya Purwakarta (2006–08), Purwakarta
- Pelita Jabar (2008–09), Bandung
- Pelita Jaya Karawang (2009–12), Karawang
- Pelita Bandung Raya (2012–2015), Bandung
- Persipasi Bandung Raya (2015), Bekasi

## Entraîneurs du club
- 1996 :  Mario Kempes